# 索勒斯山
索勒斯山（英語：Mount Solus），是南極洲的山峰，位於葛拉漢地，處於韋爾豪澤冰川終點，海拔高度1,290米，英國研究隊在1947年8月拍攝空中照片，現時由南極條約體系管理。